# 酒泉路街道
酒泉路街道，是中华人民共和国甘肃省兰州市城关区下辖的一个乡镇级行政单位。

## 行政区划
酒泉路街道下辖以下地区：
畅家巷社区、张家园社区、中街子社区、南稍门社区和杨家园社区。